# ジョニー・メスナー
ジョニー・メスナー（Johnny Messner、1970年4月11日 - ）は、アメリカ合衆国の俳優。ニューヨーク州シラキュース出身。
『アナコンダ2』、『ホステージ』などのアクション映画や、テレビドラマ『The O.C.』や『異常犯罪捜査班S.F.P.D.』などで知られる。
テレビドラマ『コールドケース7 ザ・ファイナル』での共演で知り合ったキャスリン・モリスとの間に2子あり（双子）。

## 主な出演作品

### 映画
- TVショウ/夢と野望の間で Dancing in September (2000)
- クリスティーナの好きなコト The Sweetest Thing (2002)
- ティアーズ・オブ・ザ・サン Tears of the Sun (2003)
- 特捜刑事 スパルタン Spartan (2004)
- 隣のヒットマンズ 全弾発射 The Whole Ten Yards (2004)
- アナコンダ2 Anacondas: The Hunt for the Blood Orchid (2004)
- ホステージ Hostage (2005)
- たとえば願いが叶うなら One Last Thing... (2005)
- ワイルド・バレット Running Scared (2006)
- パリス・ヒルトン in HOLLYWOODSCANDAL Paris Hilton in Hollywood Scandal (2006) ビデオ映画
- ビリーバーズ Believers (2007) ビデオ映画
- NO RULES ノー・ルール Ring of Death (2008) テレビ映画
- キリング・ゲーム Arena (2011) ビデオ映画
- ヒラリー・ダフ in 恋する彼女はスーパースター She Wants Me (2012)
- オフィサー・ダウン Officer Down (2013)
- キル・オール!! 殺し屋頂上決戦 Kill 'em All (2013)
- イコライザー The Equalizer (2014)
- 傭兵奪還 The Outsider (2014)
- S.W.A.T.ユニット571 人質奪還作戦 Checkmate (2015)
- アルティメット・エージェント The Good, the Bad and the Dead (2015)
- コードネームBT85 大統領暗殺を阻止せよ! Decommissioned (2015)
- バトルスティール Swap (2016)
- 沈黙の帝王 The Perfect Weapon (2016)

### テレビドラマ
- ガイディング・ライト The Guiding Light (1998)
- CSI:科学捜査班 CSI: Crime Scene Investigation (2000, 2011)
- The O.C. The O.C. (2005)
- 異常犯罪捜査班S.F.P.D. Killer Instinct (2005 - 2006)
- コールドケース7 ザ・ファイナル Cold Case (2010)
- DARK BLUE/潜入捜査 Dark Blue (2010)
- G.I. Joe: Renegades (2010 - 2011) テレビアニメ、声の出演
- Jane the Virgin (2017)